# Abu Alfate Iúçufe
Abu Alfate Iúçufe ibne Iacube (em persa: ابوالفتح یوسف بن یعقوب; romaniz.: Abu'l-Fath Yusuf ibn Ya'qub) foi um oficial persa do começo do século XII. Nada de sabe sobre seu nascimento ou morte. Quiçá era irmão de Abul Alá ibne Iacube Nacuque. Em 1116, foi nomeado vizir do sultão gasnévida Arslã Xá (r. 1116–1117), mas nada de sabe sobre sua administração, uma vez que seu mandato foi muito breve. Apesar disso, era claramente uma figura relevante, com o panegírico de Maleque Arslã, o ʿOṯmān Moḵtārī, endereçando várias odes a Abu Alfate.